# Naissance en 1945
Naissance
- 1941
- 1942
- 1943
- 1944
- 1945
- 1946
- 1947
- 1948
- 1949

Cette page dresse une liste de personnalités nées au cours de l'année 1945 présentée dans l'ordre chronologique.
La liste des personnes référencées dans Wikipédia est disponible dans la page de la Catégorie: Naissance en 1945.

## Janvier
- 1er janvier :
  - Nihat Akbay, footballeur international turc († 24 mars 2020).
  - Jacky Ickx, coureur automobile belge de F1, Rallye-raid et Endurance.
  - Mohamed Nadir Hamimid, homme politique algérien († 25 octobre 2016).
  - Gail Zappa, épouse de Frank Zappa et curatrice du Zappa Family Trust († 7 octobre 2015).
  - Diahnne Abbott, actrice américaine.
- 2 janvier : Slobodan Praljak, écrivain, réalisateur, officier et homme politique croate de Bosnie-Herzégovine († 29 novembre 2017).
- 3 janvier :
  - Viktar Dachkievitch, acteur de théâtre biélorusse († 31 mars 2020).
  - Gaby King, chanteuse allemande.
- 4 janvier :
  - Marc Betton, acteur et metteur en scène français († 15 septembre 2015).
  - Vesa-Matti Loiri, acteur et musicien finlandais († 10 août 2022).
- 5 janvier : John Maloney, avocat et homme politique canadien.
- 6 janvier : Barry John, joueur de rugby à XV britannique († 4 février 2024).
- 7 janvier : 
  - René Andréo, footballeur français († 15 avril 2022).
  - Shulamith Firestone, écrivaine et militante féministe canadienne († 28 août 2012).
  - Jay Lynch, auteur de bande dessinée américain de comics underground († 5 mars 2017).
  - Yves Michalon, écrivain et éditeur français († 9 mars 2022).
  - Raila Odinga, homme d'État kényan.
- 8 janvier : Kadir Topbaş, homme politique turc († 13 février 2021).
- 10 janvier : 
  - Geneviève Amyot, poétesse et romancière québécoise († 11 juin 2000).
  - Rod Stewart, chanteur de rock britannique.
- 11 janvier : Christine Kaufmann, actrice allemande († 28 mars 2017).
- 13 janvier : Thierry Lévy, avocat pénaliste français († 30 janvier 2017).
- 14 janvier :
  - Jaroslav Konečný, handballeur international tchécoslovaque († 1er août 2017).
  - Jacques Werup, romancier, poète, musicien et scénariste suédois († 12 novembre 2016).
- 15 janvier : Vince Foster, conseiller adjoint de la Maison-Blanche († 20 juillet 1993).
- 16 janvier : 
  - William Craig, nageur américain († 1er janvier 2017).
  - Alain Françon, auteur et metteur en scène de théâtre français.
  - Sinyo Harry Sarundajang, homme politique indonésien († 13 février 2021).
- 17 janvier :
  - Anne Cutler, psycholinguiste australienne († 7 juin 2022).
  - Jeanette Fitzsimons, femme politique néo-zélandaise († 5 mars 2020).
- 19 janvier : Dragan Holcer, footballeur yougoslave († 23 septembre 2015).
- 20 janvier : Bernd Theilen, homme politique allemand.
- 21 janvier : Kristian Schultze, musicien, compositeur, clavieriste et producteur allemand († 22 novembre 2011).
- 22 janvier :
  - Saïda Agrebi, femme politique tunisienne.
  - Christoph Schönborn, cardinal autrichien, archevêque de Vienne.
- 23 janvier :
  - Edmund Borowski, athlète polonais spécialiste du 400 m et du relais 4 × 400 m († 22 août 2022).
  - Mike Harris, premier ministre de l'Ontario.
  - Joseph Owona, professeur de droit public et homme d’État camerounais († 6 janvier 2024).
- 25 janvier :
  - Leigh Taylor-Young, actrice américaine.
  - Luis Rizzo, guitariste, arrangeur et compositeur argentin († 26 février 2007).
  - Sławomir Idziak, directeur de photographie polonais.
- 26 janvier :
  - John Coates, mathématicien australien († 9 mai 2022).
  - Thom Jones, écrivain américain († 14 octobre 2016).
- 27 janvier :
  - Nick Mason, batteur des Pink Floyd.
  - Joe Ghiz, premier ministre de l'Île-du-Prince-Édouard († 9 novembre 1996).
- 29 janvier :
  - Opoku Afriyie, footballeur ghanéen († 29 mars 2020).
  - Ibrahim Boubacar Keïta, homme d'état malien († 16 janvier 2022).
  - Tom Selleck, acteur américain.
- 30 janvier :
  - Meïr Dagan, militaire israélien, directeur du Mossad († 17 mars 2016).
  - Mike Kenny, nageur britannique.

## Février
- 1er février :
  - Leo Burmester, acteur américain († 28 juin 2007).
  - Gilles Servat, auteur-compositeur-interprète Breton.
  - Luc Laventure, journaliste martiniquais († 6 mars 2022).
- 2 février : 
  - Chantal Leblanc, femme politique française († 29 avril 2015).
  - Hugo Fernández, ancien joueur et entraîneur uruguayen de football († 1er août 2022).
- 3 février : Don Ohlmeyer, producteur audiovisuel américain († 10 septembre 2017).
- 4 février : Maurice Gardès, évêque catholique français, archevêque d'Auch.
- 5 février : Michael Courtney, archevêque irlandais nonce apostolique au Burundi († 29 décembre 2003).
- 6 février :
  - József Kasza, économiste et homme politique serbe d'origine hongroise († 3 février 2016).
  - Bob Marley, chanteur de reggae jamaïcain († 11 mai 1981).
  - Mišo Cebalo, joueur d'échecs yougoslave puis croate, grand maître international ayant remporté le championnat du monde d'échecs senior en 2009 († 2 septembre 2022).
- 7 février :
  - Marcel Boishardy, coureur cycliste français († 23 septembre 2011).
  - Roger Cans, journaliste et écrivain français († 28 novembre 2018).
- 9 février :
  - Mia Farrow, comédienne américaine.
  - Gérard Lenorman, auteur-compositeur-interprète français.
- 10 février : Dunc Rousseau, joueur de hockey sur glace canadien († 17 octobre 2017).
- 11 février : Fatiha Berber, actrice algérienne († 16 janvier 2015).
- 14 février : 
  - Francis Ducreux, coureur cycliste français († 1er mai 2021).
  - Hans-Adam II, prince souverain de Liechtenstein depuis 1989.
  - Michael Wheeler, athlète britannique spécialiste du 400 mètres († 15 janvier 2020).
- 15 février :
  - Martine Kelly, actrice française († 14 juin 2011).
  - Nakatindi Wina, femme politique zambienne († 5 avril 2012).
- 16 février :
  - Jeremy Bulloch, acteur de cinéma et de télévision britannique († 17 décembre 2020).
  - Alfredo Arango Narváez, footballeur colombien († 20 décembre 2005).
  - Julio Morales, footballeur puis entraîneur uruguayen († 14 février).
  - Lukas Poklepovic, footballeur croate († 12 juin 2022).
- 17 février : Bernard Rapp, journaliste, présentateur de télévision, écrivain et réalisateur français († 17 août 2006).
- 18 février : Dieter Freise, joueur de hockey sur gazon allemand († 5 avril 2018).
- 19 février :
  - Jim Bradley, chef du Parti libéral de l'Ontario par intérim.
  - Bill Casey, politicien canadien.
  - Horst Felbermayr, Sr., pilote automobile autrichien († 17 mars 2020).
- 20 février : Donald McPherson, patineur artistique canadien († 24 novembre 2001).
- 24 février :
  - Giorgio Bambini, boxeur italien († 13 novembre 2015).
  - Lamine Diop, statisticien sénégalais.
  - Mimsy Farmer, actrice américaine.
- 25 février :
  - Tony deBrum, homme politique marshallais † 22 août 2017).
  - Herbert Léonard (Hubert Loenhard), chanteur français († 2 mars 2025).
  - Evgueni Brajnik, chef d'orchestre russe († 10 septembre 2023).
- 26 février :Bernard Plossu, photographe français
- 27 février :
  - Carl Anderson, chanteur et acteur américain († 23 février 2014).
  - Arnold Klein, dermatologue américain († 22 octobre 2015).
- 28 février : 
  - Bubba Smith, joueur de football américain et acteur américain († 3 août 2011).
  - Alexeï Iekimov, physicien russe.

## Mars
- 1er mars :
  - Dirk Benedict, acteur américain.
  - Jean-Claude Boulanger, évêque catholique français.
  - Fidel Uriarte, joueur et entraîneur de football espagnol († 16 décembre 2016).
  - Fernando Vérgez Alzaga, cardinal espagnol de la Curie romaine.
- 2 mars :
  - Philippe Jaffré, homme d'affaires français († 5 septembre 2007).
  - Alain Paul Lebeaupin, évêque catholique français, nonce apostolique au Kenya († 24 juin 2021).
  - Christian Morin : animateur de télévision, radio et musicien français.
  - Jean-Yves Soucy, romancier et scénariste canadien († 6 octobre 2017).
- 6 mars : Noriko Yamashita, joueuse japonaise de volley-ball.
- 8 mars : Wim Prinsen, coureur cycliste néerlandais († 17 décembre 1977).
- 9 mars : 
  - Barid Baran Bhattacharya, économiste indien († 14 février 2017).
  - Philippe Louis-Dreyfus, homme d'affaires français († 17 juin 2025).
- 10 mars : Nobuhiko Higashikuni, aristocrate et prince impérial japonais († 20 mars 2019).
- 12 mars : Claude Goasguen, homme politique français († 28 mai 2020).
- 16 mars : Polo Hofer, chanteur et musicien suisse († 22 juillet 2017).
- 18 mars : François Castaing, ingénieur français († 27 juillet 2023).
- 20 mars : Julien Rascagnères, joueur de rugby à XIII français († 19 septembre 2022).
- 21 mars : Charles Greene, athlète américain († 14 mars 2022).
- 22 mars : Agustín Cejas, footballeur argentin († 14 août 2015).
- 23 mars : 
  - Eric De Vlaeminck, coureur cycliste belge († 4 décembre 2015).
  - Franco Battiato, compositeur et chanteur italien († 18 mai 2021).
- 24 mars : Curtis Hanson, réalisateur, producteur et scénariste américain († 20 septembre 2016).
- 25 mars : Dumitru Antonescu, footballeur roumain († 25 avril 2016).
- 27 mars :
  - Harry Rowohlt, écrivain, traducteur, comédien et récitant allemand († 15 juin 2015).
  - Christiane Tricoit, correctrice de presse écrite et éditrice française († 9 avril 2017).
- 28 mars : 
  - Patricia Crone, spécialiste américaine de l'histoire de l'Islam († 11 juillet 2015).
  - Rodrigo Duterte, homme politique philippin.
  - Johnny Famechon, boxeur australien († août 2022).
  - Ruth Gavison, experte israélienne des droits de l'homme († 15 août 2020).
- 29 mars : Mauricio Walerstein, réalisateur, scénariste, producteur, et acteur de cinéma mexicain († 3 juillet 2016).
- 30 mars : Eric Clapton, guitariste et compositeur de blues britannique.
- 31 mars :
  - Alcindo Martha de Freitas, footballeur brésilien († 27 août 2016).
  - Patrick Malrieu, cadre de la filière graphique et spécialiste français de la musique traditionnelle bretonne († 10 janvier 2019).
  - Jovino Novoa, homme politique chilien († 1er juin 2021).
  - Jorge Rubinetti, joueur d'échecs argentin († 19 septembre 2016).
  - Lara Saint Paul, chanteuse, artiste, imprésario et productrice italo-érythréenne († 8 mai 2018).
  - Fernand Siré, homme politique français.

## Avril
- 2 avril :
  - Michèle Fabien, dramaturge belge († 10 septembre 1999).
  - Richard Taruskin, musicologue, historien de la musique et critique américain († 1er juillet 2022).
  - Roger Bootle-Wilbraham, homme politique britannique († 31 octobre 2018).
- 3 avril :
  - Catherine Spaak, actrice et chanteuse française d'origine belge († 17 avril 2022).
  - Gary Sprake, footballeur gallois († 18 octobre 2016).
- 4 avril : 
  - Daniel Cohn-Bendit, homme politique allemand.
  - Denise Desautels, écrivaine québécoise.
  - Robert Bourgi, conseiller politique libano-français, spécialiste des questions africaines.
- 5 avril : Paul Hutchins, joueur de tennis britannique († 13 mars 2019).
- 6 avril : Muriel Casals i Couturier, femme politique catalano-française, naturalisée espagnole († 14 février 2016).
- 7 avril : Joël Robuchon, chef cuisinier et animateur de télévision français († 6 août 2018).
- 8 avril : Joseph Djida, prélat catholique camerounais († 6 janvier 2015).
- 11 avril : Yves Prouzet, tireur sportif français.
- 12 avril :
  - Samir Frangié, homme politique, intellectuel et journaliste libanais († 11 avril 2017).
  - Hans-Heinrich Sander, homme politique allemand († 22 avril 2017).
  - Peter Tschernig, chanteur allemand († 14 septembre 2017).
- 13 avril : Tony Dow, acteur américain († 27 juillet 2022).
- 14 avril : 
  - Ritchie Blackmore, guitariste du groupe de rock Deep Purple.
  - Sailele Malielegaoi, économiste et homme politique samoan.
- 15 avril : Liam O'Flynn, musicien traditionnel et sonneur de uilleann pipes irlandais († 14 mars 2018).
- 16 avril : 
  - Michel Denisot, journaliste, un producteur de télévision et animateur de télévision français.
  - Anny-Chantal Levasseur-Regourd, astrophysicienne française spécialisée dans l'étude des comètes, des astéroïdes, des petits corps planétaires et  des poussières interplanétaires  († 1er août 2022).
- 17 avril : Ferenc Konrád, joueur de water-polo hongrois († 21 avril 2015).
- 18 avril : Bernard Arcand, anthropologue québécois († 30 janvier 2009).
- 20 avril :
  - Gregory Olsen, touriste spatial américain.
  - Marianne Eigenheer, artiste uisse († 15 janvier 2018).
  - Michael Brandon, acteur américain.
- 21 avril : 
  - Javier Arce, historien et archéologue espagnol.
  - Michel Berson, homme politique français († 8 avril 2021).
  - Tania Torrens, actrice française de doublage († 12 décembre 2024).
  - Mark Wainberg, biologiste canadien († 11 avril 2017).
- 23 avril : H. S. Dillon, économiste et homme politique indonésien d'origine indienne († 16 septembre 2019).
- 24 avril :
  - Dick Rivers, chanteur de rock français († 24 avril 2019).
  - Larry Tesler, informaticien américain († 16 février 2020).
- 25 avril : 
  - Björn Ulvaeus, guitariste, chanteur et compositeur du groupe suédois ABBA.
  - Giacinto Santambrogio, coureur cycliste italien († 14 juin 2012).
- 26 avril :
  - Chuck Blazer, dirigeant sportif américain († 12 juillet 2017).
  - Howard Davies, metteur en scène de théâtre et réalisateur britannique († 25 octobre 2016).
- 29 avril :
  - Paolo Pietrangeli, acteur, réalisateur, scénariste et chanteur italien († 22 novembre 2021).
  - Richard Warwick, acteur britannique († 16 décembre 1997).
- 30 avril : 
  - Michael J. Smith, astronaute américain († 28 janvier 1986).
  - Dan Van Husen, acteur allemand († 31 mai 2020).

## Mai
- 4 mai : Michel Daigle, acteur canadien († 15 janvier 2015).
- 5 mai :
  - Alain Gilles, joueur puis entraîneur de basket-ball français († 18 novembre 2014).
  - Suranjit Sengupta, homme politique bangladais († 5 février 2017).
- 6 mai : Ojo Maduekwe, homme politique nigérian († 29 juin 2016).
- 7 mai : Antoinette Sassou Nguesso, Première dame de la République du Congo.
- 8 mai :
  - René Gallina, footballeur français († 9 novembre 2014).
  - Keith Jarrett, pianiste de jazz américain.
- 9 mai :
  - Claude Barthélemy, joueur de football international haïtien († 6 avril 2020).
  - Gamal Ghitany, écrivain égyptien († 18 octobre 2015).
- 10 mai : Bonnie Mathieson, scientifique biomédicale américaine († 8 janvier 2018).
- 11 mai :
  - Toyoko Iwahara, joueuse japonaise de volley-ball.
  - Jean Sarrus, acteur français († 19 février 2025).
- 12 mai :
  - Pascal Clément, homme politique français († 21 juin 2020).
  - Keith Olsen, producteur de musique américain († 9 mars 2020).
- 13 mai : Lasse Berghagen, chanteur, compositeur, acteur et producteur suédois († 18 octobre 2023).
- 14 mai : Yochanan Vollach, footballeur israélien, président du Maccabi Haïfa.
- 15 mai : Marc Paygnard, photographe français
- 17 mai : Albert Poli, joueur et entraîneur de football franco-italien († 6 décembre 2008).
- 18 mai : Christopher Alan Bayly, historien anglais († 18 avril 2015).
- 19 mai : Pete Townshend, guitariste britannique.
- 20 mai : 
  - Anton Zeilinger, physicien autrichien.
  - Alejo Vidal-Quadras, homme politique espagnol.
- 21 mai :
  - Richard Hatch, acteur américain († 7 février 2017).
  - Ernst Messerschmid, spationaute allemand.
  - Daniel Vernet, journaliste français († 15 février 2018).
- 22 mai : Elvio Porta, scénariste, réalisateur et acteur italien († 26 décembre 2016).
- 23 mai :
  - Andrew Burt, acteur britannique († 16 novembre 2018).
  - Marlène Rigaud Apollon, femme de lettres haïtienne.
- 24 mai : Priscilla Presley, actrice, mannequin et écrivain américaine.
- 26 mai : René Féret, réalisateur, scénariste, producteur et acteur français († 28 avril 2015).
- 28 mai : John Fogerty, chanteur et compositeur américain.
- 29 mai :
  - Gary Brooker, musicien britannique († 19 février 2022).
  - Manuel Duarte, footballeur portugais († 2 septembre 2022).
  - Clyde Mashore, joueur de champ extérieur américain de baseball († 24 janvier 2016).
  - Jean-Pierre Van Rossem,  homme politique et homme d'affaires belge († 13 décembre 2018).
  - Daniel Van Ryckeghem, coureur cycliste belge († 26 mai 2008).
- 31 mai :
  - Henri Emmanuelli, homme politique français († 21 mars 2017).
  - Rainer Werner Fassbinder, cinéaste allemand († 10 juin 1982).
  - Laurent Gbagbo, homme politique ivoirien.

## Juin
- 1er juin : 
  - Claire Nadeau, actrice française.
  - Brian Oldfield, athlète américain, spécialiste du lancer du poids († 26 mars 2017).
- 2 juin :
  - Rita Borsellino, pharmacienne de profession et femme politique italienne († 15 août 2018).
  - Francisco Hernando, homme d'affaires espagnol († 3 avril 2020).
- 4 juin : Páll Skúlason, philosophe islandais († 22 avril 2015).
- 5 juin : Wladimiro Panizza, coureur cycliste italien († 21 juin 2002).
- 6 juin :
  - David Dukes, acteur américain († 9 octobre 2000).
  - Jong Ok-jin, joueuse nord-coréenne de volley-ball.
- 7 juin : 
  - Thomas S. Burns, historien et archéologue américain.
  - Françoise Guimbert, chanteuse réunionnaise de maloya († 25 mars 2022).
- 8 juin :
  - Jack Sholder, réalisateur américain.
  - Nicole Tomczak-Jaegermann, mathématicienne polonaise-canadienne († 17 juin 2022).
  - Jean-Luc Van Den Heede, navigateur français.
- 9 juin :
  - Faïna Melnyk, athlète soviétique puis russe, pratiquant le lancer du disque († 16 décembre 2016).
  - Luis Ocaña, coureur cycliste espagnol († 20 mai 1994).
- 11 juin : Roland Moreno, inventeur français († 29 avril 2012).
- 12 juin : Jacques Cesa, peintre, décorateur d'intérieur et graveur suisse († 22 août 2018).
- 13 juin :
  - Iouri Chatalov, joueur de hockey sur glace soviétique puis russe († 20 mars 2018).
  - Ronald J. Grabe, astronaute américain.
  - Salvador Valdés Mesa, homme politique cubain.
  - Tor Lian, dirigeant sportif norvégien († 15 juillet 2016).
- 14 juin : Jörg Immendorff, peintre allemand († 28 mai 2007).
- 15 juin :
  - Françoise Chandernagor, écrivain française.
  - Amaliya Panahova, actrice azerbaïdjanaise († 8 novembre 2018).
  - Miriam Defensor Santiago, femme politique philippine († 29 septembre 2016).
  - Robert Sarah, prélat catholique guinéen.
- 16 juin : Lucienne Robillard, politicienne québécoise.
- 17 juin : Eddy Merckx, coureur cycliste belge.
- 19 juin : 
  - Radovan Karadžić, homme d'État yougoslave, condamné pour génocide et crimes contre humanité.
  - Aung San Suu Kyi, femme politique birmane, prix Nobel de la paix 1991.
- 20 juin :
  - James F. Buchli, astronaute américain.
  - Anne Murray, chanteuse et actrice canadienne.
- 21 juin : 
  - Michel Pigeon, ingénieur, professeur, administrateur et homme politique québécois.
  - Adam Zagajewski, écrivain polonais († 21 mars 2021).
- 22 juin : Yaşar Nuri Öztürk, théologien sunnite, juriste, chroniqueur et parlementaire turc († 22 juin 2016).
- Luis Castañeda Lossio, homme politique péruvien († 12 janvier 2022).
- 24 juin : Joëlle Bourgois, diplomate française († 24 août 2015).
- 25 juin : 
  - Jean-Marie Bourre, médecin et chimiste français.
  - Carly Simon, chanteuse, compositrice et actrice américaine.
  - Kristin Harmon, actrice américaine († 27 avril 2018).
- 26 juin : Michael Persinger, chercheur en neurosciences cognitives et professeur d'université américain naturalisé canadien († 14 août 2018).
- 27 juin : Nidoïsh Naisseline, homme politique indépendantiste kanak de Nouvelle-Calédonie († 3 juin 2015).
- 28 juin : Ken Buchanan, boxeur britannique († 1er avril 2023).
- 29 juin :
  - György Ekrem-Kemál, personnalité politique hongroise († 12 juin 2009).
  - Chandrika Kumaratunga femme politique, cinquième présidente du Sri Lanka.
- 30 juin : Isidoro Raponi, responsable d'effets spéciaux italien († 27 mai 2022).

## Juillet
- 1er juillet : Debbie Harry, chanteuse américaine, membre du groupe Blondie.
- 2 juillet : 
  - José Luis Corcuera, homme politique espagnol.
  - Pierre Lescure, journaliste et homme d'affaires français.
- 3 juillet : Michael Martin, homme politique et syndicaliste britannique († 29 avril 2018).
- 4 juillet : Stanislaw Rylko, cardinal polonais, président du Conseil pontifical pour les laïcs.
- 5 juillet : 
  - Aleksandr Lazarev, chef d'orchestre russe.
  - Michael Blake, écrivain américain († 2 mai 2015).
- 6 juillet : Zjef Vanuytsel, chanteur belge († 30 décembre 2015).
- 7 juillet :
  - Lee Chi-an, footballeur nord-coréen.
  - Pierre Desruisseaux, écrivain et poète québécois († 18 janvier 2016).
  - Sophie Pétronin, travailleuse humanitaire franco-suisse († 24 décembre 2016).
  - Moncef Marzouki, homme d'État tunisien.
- 8 juillet : Micheline Calmy-Rey, femme politique suisse, présidente de la Confédération suisse élue en 2007.
- 9 juillet : Erminio Boso, homme politique italien († 10 janvier 2019).
- 10 juillet :
  - Ron Glass, acteur américain († 25 novembre 2016).
  - Katsuji Mori, seiyū japonais.
  - Jean-Marie Poiré, réalisateur, scénariste et producteur français.
  - Daniel Ona Ondo, homme politique gabonais.
  - Dina Straat, chanteuse allemande.
- 11 juillet : András Arató, mannequin hongrois
- 12 juillet : Roger Vignoles, pianiste anglais.
- 13 juillet : 
  - Walid Akl, pianiste libanais († 25 septembre 1997).
  - Gary E. Grant, trompettiste américain († 26 juin 2024)
  - Joël Hart, homme politique français.
  - Vigon, chanteur marocain.
  - Fikre Selassie Wogderess, homme politique éthiopien († 12 décembre 2020).
  - Abdelkhalek Louzani, footballeur marocain († 6 février 2021).
- 17 juillet :
  - José Évrard, homme politique français († 7 janvier 2022).
  - Kim Zung-bok, joueuse nord-coréenne de volley-ball.
- 18 juillet : Patrick Doherty, homme politique républicain nord-irlandais.
- 19 juillet : Cipriano Chemello, coureur cycliste italien († 14 février 2017).
- 20 juillet : 
  - John Lodge, musicien anglais.
  - Johanna Hald, réalisatrice et scénariste suédoise.
- 22 juillet : Patrick Chamunda, dirigeant sportif zambien († 14 août 2022).
- 24 juillet :
  - Arnošt Klimčík, handballeur tchécoslovaque († 21 mars 2015).
  - Claude Margat, poète, essayiste, romancier et peintre français † 30 novembre 2018).
- 25 juillet : Joseph Delaney, auteur anglais de science-fiction et d'heroic fantasy († 16 août 2022).
- 26 juillet : Erhan Abir, acteur turc († 5 avril 2016).
- 28 juillet : Jim David, auteur de bande dessinée américain, créateur de Garfield.
- 30 juillet : David Sanborn, saxophoniste américain († 12 mai 2024).
- 30 juillet Patrick Modiano, prix Nobel de litterature
- 31 juillet : Abdelkader Retnani, éditeur marocain († 14 novembre 2023).

## Août
- 1er août : Gudule, femme de lettres belge francophone († 21 mai 2015).
- 4 août :
  - Corrado dal Fabbro, bobeur italien († 29 mars 2018).
  - Yōko Kasahara, joueuse japonaise de volley-ball.
- 5 août : 
  - Kacem Kefi, chanteur et compositeur tunisien († 15 novembre 2018).
  - Loni Anderson, actrice américaine († 3 août 2025).
- 6 août :
  - Frank Cassenti, scénariste et réalisateur français († 22 décembre 2023).
  - Abraham Pincas, peintre, chercheur, écrivain, professeur et voyageur bulgaro-franco-israélien († 24 mai 2015).
- 7 août : Caroline Cellier, actrice française († 15 décembre 2020).
- 10 août : Jean-Claude Rossignol, joueur de rugby à XV français († 24 novembre 2016).
- 11 août :
  - Daniel Rudisha, athlète kenyan qui courait surtout sur 400 m († 6 mars 2019).
  - Prawit Wongsuwan, homme politique thaïlandais et premier ministre depuis 2022.
- 12 août :
  - Jacques Marie, footballeur français († 1er juillet 1999).
  - Michel-Georges Micberth, écrivain et éditeur français († 19 mars 2013).
  - Denis Rivière, peintre et lithographe français † 25 janvier 2020).
- 13 août :
  - Daniel Bourquin dit « Nunusse », saxophoniste suisse († 21 février 2023).
  - Howard Marks, écrivain gallois et trafiquant de drogue († 10 avril 2016).
  - Daniel Marteau, peintre, sculpteur et dessinateur français († 6 avril 2009).
- 15 août :
  - Alain Juppé, homme politique français.
  - Nigel Terry, acteur britannique († 30 avril 2015).
  - Khaleda Zia, femme politique bengali.
  - Rosann Wowchuk, vice-première ministre du Manitoba.
- 16 août : Sheila (Annie Chancel), chanteuse française.
- 19 août : Ian Gillan, chanteur britannique du groupe de rock Deep Purple.
- 18 août :
  - Pierre Camou, dirigeant sportif français († 15 août 2018).
  - Aiko Onozawa, joueuse japonaise de volley-ball.
  - Gérard Voisin, homme politique français.
- 21 août : Claude Ancion, homme politique belge de langue française.
- 22 août : Paloma Matta, actrice française d'origine espagnole († 13 septembre 2017).
- 23 août :
  - Jane Kitchel, femme politique américaine.
  - Bob Peck, acteur britannique († 4 avril 1999).
- 24 août :
  - Kalthoum Bornaz, réalisatrice, scénariste et productrice de cinéma tunisienne († 3 septembre 2016).
  - Lillian Dyck, sénatrice canadienne.
  - Vincent Kennedy McMahon, président américain de la World Wrestling Entertainment (WWE).
- 25 août : William B. Helmreich, sociologue américain († 28 mars 2020).
- 26 août : Tom Ridge, homme politique américain.
- 27 août : Edward Bryant, écrivain américain († 10 février 2017).
- 28 août : Victor Assis Brasil, saxophoniste brésilien († 14 avril 1981).
- 29 août : Pierre Cottrell, producteur de cinéma français († 23 juillet 2015).
- 30 août : Rogelio Livieres Plano, évêque paraguayen, membre de l'Opus Dei († 14 août 2015).
- 31 août :
  - Itzhak Perlman, violoniste israélien.
  - Leonid I. Popov, spationaute ukrainien.
  - Van Morrison, auteur-compositeur nord-irlandais.

## Septembre
- 1er septembre :
  - Agustín Balbuena, footballeur argentin († 9 mars 2021).
  - Ferenc Somogyi, diplomate et homme d'affaires hongrois († 30 mars 2021).
- 2 septembre : Catherine Lachens, actrice française († 27 septembre 2023).
- 4 septembre : « Nimeño I » (Alain Montcouquiol), torero français.
- 5 septembre : Abdellatif M’rah, réalisateur et producteur algérien († 10 janvier 2022).
- 6 septembre : Alain Marconnet, footballeur français († 5 novembre 1990).
- 8 septembre :
  - Klaus Paier, artiste du graffiti allemand († 9 juillet 2009).
  - Vinko Puljic, cardinal bosniaque.
- 9 septembre : Doug Ingle, chanteur américain († 25 mai 2024).
- 10 septembre :
  - William Burke, acteur, producteur, réalisateur et scénariste américain († 14 juillet 2013).
  - José Feliciano, chanteur et guitariste aveugle portoricain.
- 11 septembre : 
  - Gianluigi Gelmetti, chef d'orchestre et compositeur italien († 11 août 2021).
  - Franz Beckenbauer, footballeur (légende du football allemand et ballon d’or) († 7 janvier 2024).
- 12 septembre : Milo Manara, dessinateur et scénariste de BD italien.
- 13 septembre :
  - Bob Glanzer, homme politique américain († 3 avril 2020).
  - Noël Godin dit Le Gloupier, agitateur anarco-humoristique belge.
- 14 septembre :
  - Jean-Claude Daunat, coureur cycliste français († 26 décembre 1999).
  - Bernard Kleindienst, auteur-réalisateur de films documentaires français († 18 février 2018).
- 15 septembre : Roy Brocksmith, acteur américain († 16 décembre 2001).
- 16 septembre :
  - Ed Sprague, Sr., joueur de baseball américain († 10 janvier 2020).
  - Sumie Oinuma, joueuse japonaise de volley-ball.
- 17 septembre : David Emerson, politicien canadien.
- 18 septembre :
  - Roger Kindt, coureur cycliste belge († 3 avril 1992).
  - P. F. Sloan, auteur-compositeur-interprète américain († 15 novembre 2015).
- 21 septembre : 
  - Bjarni Tryggvason, spationaute canadien († 5 avril 2022).
  - David Michel, artiste ventriloque français.
- 22 septembre : Gonzaguinha, chanteur et compositeur brésilien († 29 avril 1991).
- 24 septembre : 
  - Ronee Blakley, actrice américaine.
  - Lou Dobbs, animateur de télévision et éditorialiste américain († 18 juillet 2024).
- 25 septembre :
  - Catherine Burns, actrice américaine († 2 février 2019).
  - Yves Ravaleu, coureur cycliste français († 15 octobre 2003).
- 26 septembre : 
  - Bryan Ferry, auteur-compositeur-interprète britannique, cofondateur de Roxy Music.
  - Gal Costa, Chanteuse brésilienne († 9 novembre 2022).
  - Flo Fox, photographe de rue américaine († 2 mars 2025).
- 28 septembre :
  - Marielle Goitschel, skieuse française.
  - Heribert Sasse, acteur et metteur en scène autrichien († 19 novembre 2016).
- 30 septembre : 
  - José Manuel Fuente, coureur cycliste espagnol († 18 juillet 1996).
  - Richard Edwin Hills, astronome britannique († 5 juin 2022).

## Octobre
- 1er octobre : 
  - Ram Nath Kovind, personnalité politique indienne.
  - Mona Saudi, sculptrice jordanienne († 16 février 2022).
- 3 octobre : Henry Chabert, homme politique français († 17 janvier 2017).
- 7 octobre : Jean-Luc Thérier, pilote de rallye français († 31 juillet 2019).
- 9 octobre :
  - Naftali Bon, athlète kényan († 2 novembre 2018).
  - Gianni Mura, journaliste et écrivain italien († 21 mars 2020).
  - Oddleif Olavsen, homme politique norvégien († 5 juin 2022).
  - Alain Robert, homme politique français.
- 10 octobre :
  - Antonio Canizares Llovera, cardinal espagnol.
  - Claude Lucas de Leyssac, professeur émérite de droit privé et avocat français  († 9 janvier 2015).
  - Denis Henriquez, écrivain arubais.
  - Yuri Kolmakov, biathlète soviétique († 24 juillet 2022).
- 11 octobre : 
  - Alain Dupas, astrophysicien français († 12 juin 2022).
  - Kofi Yamgnane, homme politique français et ancien député.
- 12 octobre :
  - Dominique Borg, costumière et actrice française († 17 juillet 2022).
  - Aurore Clément, actrice française.
  - Dusty Rhodes, catcheur américain († 11 juin 2015).
- 13 octobre : Christophe, chanteur français († 16 avril 2020).
- 14 octobre :
  - Gérard Pierron, chanteur (auteur-compositeur-interprète) français.
  - Celia Thomas, femme politique britannique.
- 15 octobre : Stephen Sherbourne, homme politique britannique.
- 16 octobre : Pascal Sevran, animateur de télévision, producteur de télévision, parolier, chanteur et écrivain français († 9 mai 2008).
- 17 octobre : Graça Machel, personnalité politique mozambicaine.
- 18 octobre : Yıldo, showman et footballeur turc.
- 19 octobre :
  - Bernard Darmet, coureur cycliste français († 6 février 2018).
  - Stanislaw Gredzinski, athlète de sprint polonais († 19 janvier 2022).
  - John Lithgow, acteur américain.
- 20 octobre : 
  - Hakim Bey, écrivain anarchiste américain († 22 mai 2022).
  - George Wyner, acteur américain.
- 22 octobre : Ken Narita, chanteur japonais († 13 novembre 2018).
- 25 octobre : Temsüla Ao, poétesse, nouvelliste et ethnographe indienne († 9 octobre 2022).
- 26 octobre :
  - Pat Conroy, romancier américain († 4 mars 2016).
  - Emmanuel Lafont, évêque catholique français, évêque de Cayenne.
  - Catherine Barma, productrice française d'émissions de télévision.
  - Jaclyn Smith, actrice américaine.
- 27 octobre : 
  - William E. Bell, écrivain canadien († 30 juillet 2016).
  - Luiz Inácio Lula da Silva, homme d'État brésilien.
- 28 octobre : Sandy Berger, conseiller à la sécurité nationale américain († 2 décembre 2015).
- 29 octobre :
  - Ching Li, actrice taïwanaise († 9 décembre 2017).
  - Gérard Vignoble, homme politique français († 22 août 2022).
- 31 octobre : 
  - Themie Thomai, femme politique albanaise († 19 décembre 2020).
  - Elke Weckeiser, victime du Mur de Berlin († 18 février 1968).

## Novembre
- 2 novembre :
  - Sam Arday, entraîneur de football ghanéen († 12 février 2017).
  - Anton Solomoukha, artiste et photographe français d'origine ukrainienne († 21 octobre 2015).
  - Henri Tincq, journaliste et vaticaniste français († 29 mars 2020).
- 3 novembre :
  - Nilda Garré, femme politique argentine.
  - Faryal Manmohan, actrice indienne.
  - Peder Pedersen, coureur cycliste sur piste danois († 9 janvier 2015).
  - Gerd Müller, footballeur allemand († 15 août 2021).
- 4 novembre : Jürgen Roth, journaliste d’investigation et homme de télévision allemand († 28 septembre 2017).
- 7 novembre : Jean-Hugues Malineau, éditeur et poète français († 9 mars 2017).
- 8 novembre : Alice Notley, poète, dramaturge et critique d'art américaine († 19 mai 2025).
- 9 novembre : Renaud Verley, acteur français.
- 10 novembre : Pierre-François Gorse, peintre et aquarelliste français († 6 novembre 2011).
- 11 novembre : 
  - Norman Doyle, politicien canadien.
  - Daniel Ortega, homme politique nicaraguayen.
- 12 novembre : Neil Young, chanteur canadien.
- 13 novembre :
  - Larry Andreasen, plongeur américain († 26 octobre 1990).
  - Masahiro Hasemi (長谷見 昌弘), pilote automobile japonais.
  - Karsten Huck, cavalier de saut d’obstacles allemand.
  - Dan Iuga, tireur sportif américano-roumain.
  - Zsuzsa Kovács, nageuse hongroise.
- 14 novembre : 
  - George Magan, ancien membre de la Chambre des lords du Royaume-Uni.
  - Tony Penikett, premier ministre du Yukon.
  - Norman Snider, scénariste canadien († 4 janvier 2019).
- 15 novembre :
  - Josip Bukal, footballeur yougoslave puis bosnien († 30 août 2016).
  - Jean Gauvin, homme politique († 6 juin 2007).
  - Anni-Frid Lyngstad, membre du groupe suédois ABBA.
  - Kembo Mohadi, homme d'État zimbabwéen.
- 16 novembre : Anne Salmond, anthropologue néo-zélandaise.
- 17 novembre : Abdelmadjid Tebboune, homme d'État algérien.
- 19 novembre : 
  - Hervé Claude, journaliste et écrivain français.
  - Bernard Guyot, coureur cycliste français († 1er mars 2021).
- 20 novembre : 
  - Nanette Workman, chanteuse et actrice américaine.
  - Pierre Dourlens, comédien français.
- 21 novembre : Goldie Hawn, actrice, productrice et réalisatrice américaine.
- 23 novembre :
  - Miloš Hrazdíra, coureur cycliste tchécoslovaque († 25 janvier 1990).
  - Dennis Nilsen, tueur en série et nécrophile britannique († 12 mai 2018).
- 24 novembre : Katherine Dunn, écrivaine américaine († 11 mai 2016).
- 27 novembre : Alain de Cadenet, pilote automobile et directeur d'écurie de voitures de compétition britannique d'origine française († 2 juillet 2022).
- 28 novembre : John Mairai, poète, homme de théâtre, acteur, orateur, dramaturge, enseignant et journaliste et homme de télévision polynésien († 22 décembre 2023).
- 29 novembre :
  - Shirley Théroux, chanteuse et animatrice de télévision canadienne.
  - Pedrín Benjumea, matador espagnol († 21 novembre 2000).
- 30 novembre :
  - Billy Drago, acteur et producteur américain († 24 juin 2019).
  - Roger Glover, bassiste britannique du groupe de rock Deep Purple.
  - Hamid Hazzaz, footballeur marocain († 13 janvier 2018).
  - Radu Lupu, pianiste-concertiste roumain († 17 avril 2022).

## Décembre
- 1er décembre : Mariza Corrêa, anthropologue et sociologue brésilienne († 27 décembre 2016).
- 2 décembre : Jacques Rossignol, footballeur français († 15 janvier 2001).
- 3 décembre :
  - Bojidar Dimitrov,  historien médiéviste, homme politique et polémiste bulgare († 1er juillet 2018).
  - Luis Garisto, joueur et entraîneur de football uruguayen († 21 novembre 2017).
- 4 décembre : Roberta Bondar, astronaute canadienne.
- 5 décembre : Geoff Emerick, ingénieur du son britannique († 2 octobre 2018).
- 7 décembre : Claude Eveno, urbaniste, réalisateur et auteur français († 29 juin 2022).
- 8 décembre : Luigi Angelillo, acteur italien († 21 juillet 2015).
- 9 décembre :
  - Hwang He-suk, joueuse nord-coréenne de volley-ball.
  - David S. Johnson, chercheur en informatique américain († 8 mars 2016).
  - Michael Nouri, acteur américain.
- 10 décembre :
  - Marek Grechuta, chanteur, compositeur et parolier polonais († 9 octobre 2006).
  - Yukiyo Kojima, joueuse japonaise de volley-ball.
  - Richard M. Mullane, astronaute américain.
- 11 décembre :
  - Claude Dubar, sociologue français († 29 septembre 2015).
  - Zienia Merton, actrice britannique († 14 septembre 2018).
- 12 décembre :
  - René Pétillon, auteur de bande dessinée et dessinateur de presse français († 30 septembre 2018).
  - Portia Simpson-Miller, femme politique, Premier ministre de la Jamaïque.
  - Tony Williams, batteur de jazz américain († 23 février 1997).
- 16 décembre : Mario Zampedroni, peintre et graphiste italien contemporain († 14 août 2022).
- 17 décembre :
  - Jean-Pierre Cattenoz, évêque catholique français, archevêque d'Avignon.
  - Christopher Cazenove, acteur britannique († 7 avril 2010).
- 19 décembre : 
  - Elaine Joyce, actrice américaine de cinéma, de télévision et de théâtre.
  - Jean-Patrick Capdevielle, chanteur, compositeur et musicien français.
- 20 décembre : Jürg Laederach, écrivain et traducteur suisse († 19 mars 2018).
- 21 décembre : 
  - Thierry Mugler, styliste français († 23 janvier 2022).
  - Millie Hughes-Fulford, astronaute américaine († 4 février 2021).
- 24 décembre : Lemmy Kilmister, chanteur et bassiste du groupe de Hard Rock Motörhead († 28 décembre 2015).
- 25 décembre :
  - Idriss Arnaoud Ali, homme politique djiboutien († 12 février 2015).
  - Pierre Chevalier, producteur de cinéma, de radio et de télévision français († 9 mars 2019).
  - Taghreed Hikmat, juge internationale et femme politique jordanienne.
  - Ken Stabler, joueur américain de football américain († 8 juillet 2015).
  - Paul Willson, acteur américain.
- 26 décembre : Antonio Lomelín, matador mexicain († 7 mars 2004).
- 31 décembre : 
  - Barbara Carrera, actrice américaine.
  - Issa Samb, sculpteur, peintre, acteur, critique, auteur, poète, dramaturge et philosophe sénégalais († 25 avril 2017).
  - Vernon Wells, acteur australien.

## Date précise inconnue
- Abdullah al-Nefisi, homme politique, commentateur politique et universitaire koweïtien.
- Azerzour, chanteur et auteur-compositeur-interprète algérien d'expression kabyle († 16 juillet 2017).
- Errico Cuozzo, historien italien.
- Abla Farhoud, dramaturge canadienne († 1er décembre 2021).
- Sadao Hasegawa, illustrateur japonais spécialisé dans le dessin homoérotique († 20 novembre 1999).
- Fatima Hassan El Farouj, peintre marocaine († 2010).
- Hamda Khamis, poétesse et journaliste du Bahreïn.
- Ousmane Issoufi Maïga, homme politique malien.
- Mehran Karimi Nasseri, réfugié apatride iranien ayant vécu dans l'aéroport de Paris-Charles-de-Gaulle († 12 novembre 2022).
- Marilise Neptune Rouzier, écrivaine, biologiste et ethnobotaniste haïtienne.
- Cheick Oumar Sissoko, cinéaste malien.